# Vrije veren
Vrije veren betekent in het algemeen kosteloos vervoer door veerdiensten. Een bijzondere betekenis kreeg het begrip Vrije Veren (met hoofdletters) in Zeeuws-Vlaanderen tijdens de politieke strijd voor het behoud van gratis veerdiensten over de Westerschelde vanaf de jaren 1950 tot aan de jaren 1970. Na 2000 is een enigszins vergelijkbare juridische strijd gaande in Noord-Brabant, met als inzet vrije veren over de Bergsche Maas.

## Vrije veren in Zeeuws-Vlaanderen

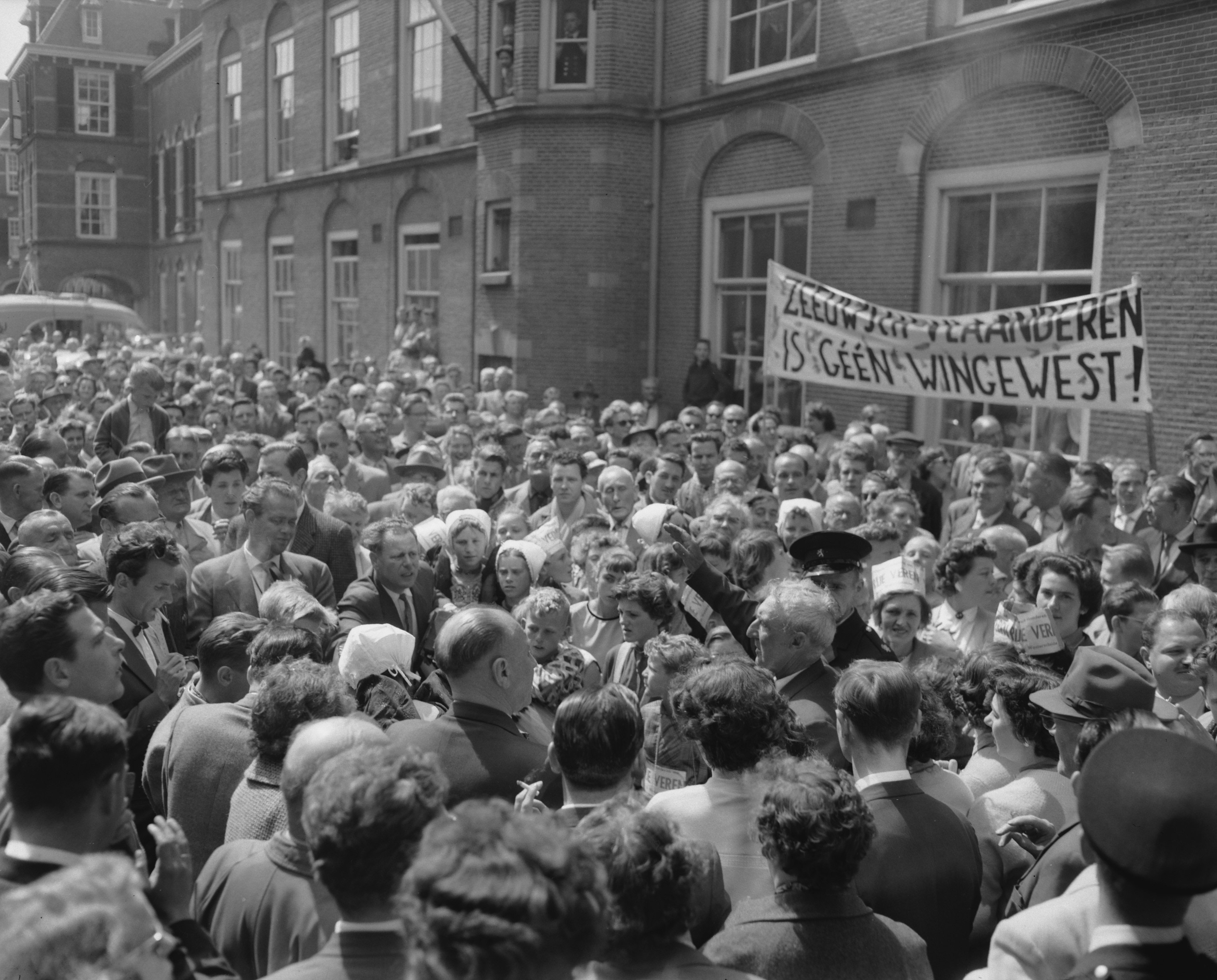
Vrije Verendemonstratie op het Binnenhof (Den Haag) in Den Haag (13 juni 1958)

Vlak na de Tweede Wereldoorlog besloot de Nederlandse regering om de bestaande verbindingen tussen Zeeuws-Vlaanderen aan de ene kant en Walcheren en Zuid-Beveland aan de andere kant gratis te maken. Doel hiervan was om een goede verbinding tot stand te brengen tussen Zeeuws-Vlaanderen en de rest van Nederland, gebieden die immers niet rechtstreeks door land aan elkaar zijn verbonden. Lang heeft deze maatregel niet gegolden, want rond 1950 werden weer tarieven ingevoerd, die in de jaren daarna langzaam steeds verder werden opgevoerd.
Dit leidde tot toenemende protesten, vooral in Zeeuws-Vlaanderen. Toen schriftelijke klachten niets opleverden, brak hier in 1958 een soort volksopstand uit, onder leiding van de dan 72-jarige veehandelaar Honoré Colsen uit Sluiskil. Het actiecomité dat hij aanvoerde kreeg brede steun onder de bevolking, waarbij de sentimenten diep gingen en in zekere zin de specifieke tarievenkwestie ontstegen. Onder sommigen leefde zelfs de gedachte van aansluiting bij België. Op 13 juni 1958 kwamen de acties tot een hoogtepunt, toen enkele duizenden Zeeuws-Vlamingen onder leiding van Colsen een protestmars naar het Binnenhof in Den Haag hielden en de kwestie zo landelijk onder de aandacht brachten.
De Vrije Veren werden door de protesten niet hersteld, maar de acties hadden wel een ander, psychologisch effect op veel inwoners van het gebied, die zich voor het eerst mondig voelden ten opzichte van politiek Den Haag.
In 1971 werden nogmaals protestacties gehouden tegen een tariefverhoging. In Breskens werd een veerboot geblokkeerd en later volgde een nieuwe protestmars. De veertarieven bleven.

## Vereniging Vrienden van de Voetveren
In 1982 kwam het in Bolnes tot de oprichting van de Vereniging Vrienden van de Voetveren, nadat daar het driehoeksveer Slikkerveer-Krimpen aan de Lek - Kinderdijk dreigde te verdwijnen door een geldgebrek. De vereniging ontspon een web van contacten, waaronder met het Verenfonds (de populaire naam van de Stichting Veren Gelderland), de eigenaren van de veerponten (verenigd in de Veeon), ROVER, Wandelnet en de Fietsersbond, en bracht de voet-, fiets- en autoveren in kaart. Sommige varen alleen 's zomers, sommige moet men zelfs met de hand bedienen. Vele veren zijn vervangen door bruggen, maar er zijn ook toeristische veren teruggekeerd. In het Zuid-Hollandse rivierengebied (de omgeving van Rotterdam, Dordrecht en Gorinchem) vaart een Waterbus als middel van openbaar vervoer. Zo'n initiatief is er geweest over het Noordzeekanaal en tussen Amsterdam en Almere en 's zomers vanaf Wijk bij Duurstede naar Dordrecht.

## Opheffing autoveerdienst
Tussen Zuid-Beveland en Zeeuws-Vlaanderen ligt sinds 2003 de Westerscheldetunnel, Op 14 maart 2003 voer, als gevolg van bezuinigingen van de provincie Zeeland, voor de laatste keer een autoveerboot over de Westerschelde en daarmee kwam er een definitief einde aan de autoveerdiensten in Zeeland.

## Vlaanderen
Veruit de meeste veerponten in Vlaanderen worden door de Vlaamse overheid gratis aangeboden. Daartoe wordt veelal beroep gedaan op private pachters.